# Heinrich Göring (Politiker)
Heinrich Göring (* 18. Februar 1850 in Edenkoben; † 4. Juli 1931 in Zweibrücken) war Schreinermeister und Mitglied des Deutschen Reichstags.

## Leben
Göring besuchte die Klosterschule in Pirmasens von 1856 bis 1860 und dann die Lateinschule ebenda bis 1863. Im Oktober 1863 trat er in Pirmasens in die Lehre als Schreiner an und bereiste sodann als Handwerksbursche von 1866 bis 1870 einen großen Teil Deutschlands und wurde 1877 Meister. Im Oktober 1871 wurde er beim 5. Bayerischen Jäger-Bataillon eingestellt und trat 1874 als Sergeant zur Reserve über.
Von 1907 bis 1912 war er Mitglied des Deutschen Reichstags für den Wahlkreis Pfalz 4 (Zweibrücken, Pirmasens) und die Deutsche Zentrumspartei. Zwischen 1912 und 1918 war er auch Mitglied der Bayerischen Kammer der Abgeordneten.